# Sercan Vardar
Sercan Vardar (* 22. Juli 1993 in Augsburg) ist ein deutsch-türkischer American-Football-Spieler, der zuletzt in der Saison 2023 auf der Position des Defensive Ends für die Stuttgart Surge in der European League of Football (ELF) gespielt hat.

## Werdegang
Vardar übte in seiner Jugend die Sportarten Fußball und Boxen aus. Nachdem Vardar den Super Bowl LI gesehen hatte, entschied er sich, selbst mit dem American Football zu beginnen. Dies tat er bei den Augsburg Raptors, die 2017 in der Bayernliga Süd starteten. Bereits bei den Raptors spielte er auf den Positionen der Defensive Line, lediglich in seiner zweiten Saison versuchte er sich als Middle Linebacker. Bei den Raptors machte Vardar mit 26 Quarterback Sacks auf sich aufmerksam und wechselte zur Saison 2020 zu den Ingolstadt Dukes in die German Football League (GFL), der höchsten deutschen Spielklasse. Aufgrund der COVID-19-Pandemie musste die Saison jedoch abgesagt werden, sodass er kein Pflichtspiel für die Dukes bestritt.
Zur historisch ersten Saison der European League of Football 2021 wurde Vardar zunächst von den Ingolstadt Praetorians, dann von der Stuttgart Surge unter Cheftrainer Martin Hanselmann verpflichtet. In neun Spielen kam er auf 21 Tackles und zwei Sacks. Die Saison schlossen die Surge mit einer Bilanz von 2–8 außerhalb der Playoffs-Ränge ab. Vardar lief auch in der Saison 2022 für die Surge als Starter auf. Erneut schloss das Team die Saison als schwächstes Team der Liga ab, dieses Mal sogar ohne Sieg bei zwölf Niederlagen.

## Statistiken
| Jahr                             | Team            | Spiele 1 | Tackles | Tackles | Tackles | Tackles | Tackles | Pass Defense | Pass Defense | Pass Defense | Pass Defense | Pass Defense | Fumbles | Fumbles | Fumbles |
| Jahr                             | Team            | Spiele 1 | Total   | Solo    | Ast     | Sack    | TFL     | BU           | INT          | YDS          | TD           | FF           | FR      | TD      |         |
| -------------------------------- | --------------- | -------- | ------- | ------- | ------- | ------- | ------- | ------------ | ------------ | ------------ | ------------ | ------------ | ------- | ------- | ------- |
| European League of Football      |                 |          |         |         |         |         |         |              |              |              |              |              |         |         |         |
| 2021                             | Stuttgart Surge | 09       | 21      | 07      | 14      | 2,0     | 05,0    | —            | —            | —            | —            | —            | —       | —       |         |
| 2022                             | Stuttgart Surge | 12       | 29      | 10      | 19      | 1,5     | 05,5    | 1            | —            | —            | —            | —            | 1       | —       |         |
| ELF Gesamt                       | ELF Gesamt      | 21       | 50      | 17      | 33      | 3,5     | 10,5    | 1            | —            | —            | —            | —            | 1       | —       |         |
| Quellen: europeanleague.football |                 |          |         |         |         |         |         |              |              |              |              |              |         |         |         |

## Sonstiges
Vardar betreibt unter seinem Spitznamen Bärcan einen You-Tube-Channel, auf dem er unter anderem Vlogs zu Spieltagen präsentiert.